# Max Backer
Max Backer (* 22. Juli 1976 in Gouda) ist ein ehemaliger niederländischer Beachvolleyballspieler.

## Karriere
Max Backer spielte seit 2001 auf der FIVB World Tour mit Gijs Ronnes. Bei der Europameisterschaft 2002 in Basel erreichten Bracker/Ronnes Platz neun. 2003 bildete Backer ein neues Duo mit Emiel Boersma. Backer/Boersma wurden Fünfter der Europameisterschaft 2003 in Alanya, nachdem sie erst im Viertelfinale den Deutschen Dieckmann/Reckermann unterlegen waren. Anschließend scheiterten sie allerdings in der Vorrunde der Weltmeisterschaft in Rio de Janeiro.